# Amorphophallus bulbifer
Espèce
Classification phylogénétique
Amorphophallus bulbifer est une espèce de plante herbacée tubéreuse de la famille des Araceae. Elle est originaire de l'Inde. Comme les autres espèces du genre Amorphophallus elle produit une feuille composée unique. Celle-ci est formée de folioles. A l'aisselle des folioles et des divisions du pétioles peuvent apparaître les bulbilles qui justifient son nom latin.